# Vivre et Aimer (mouvement)
Pour les articles homonymes, voir Vivre et aimer.
L'association Vivre et Aimer est un mouvement de la pastorale familiale de l'Église catholique. Son objectif est « d'apporter aux couples mariés ou pas, aux veufs et aux veuves, sans distinction de confession, d'opinion politique, de catégorie professionnelle, d'origine géographique, aux ministres du culte et personnes consacrées de toute religion, le soutien et l'accompagnement humain et spirituel pour progresser dans leur manière de vivre en relation avec leur conjoint, leur famille, leur communauté et leur environnement en général. »

## Historique
En 1960, à Barcelone, un couple sollicite le père Calvo pour l'accompagner en tant que couple, et non pas en tant que personnes. Cette demande l'incite à organiser des réunions pour les couples mariés, puis des retraites dès 1962, qu'il nomme Encuentro Matrimonial.
En 1967, aux États-Unis, un professeur jésuite, le père Gallagher, remarque que la relation des parents a une influence primordiale sur le comportement des enfants et toute la vie de famille. Il s'intéresse à l'expérience du père Calvo et structure une trame de session pour aider les couples à améliorer leur communication.
Le mouvement international Worldwide Marriage Encounter est né.
Le mouvement apparaît en Belgique en 1972, et en France en 1973, où une première session est donnée dans le Pas-de-Calais avec l'appui de Gérard-Maurice-Eugène Huyghe, évêque d'Arras. En France, le mouvement est constitué en association loi de 1901, sous le nom de Mariage-Rencontre. Il intègre la pastorale familiale de l'Église catholique.
En 1982, il va également se développer en Suisse romande.
En 1996, le mouvement est rebaptisé Vivre et Aimer.
L'association fête ses 40 ans de présence, le 10 novembre 2013.
Le 11 novembre 2023, le mouvement fête ses 50 ans en France (et en Suisse romande),. À cette occasion, il a organisé un événement festif, au pavillon Baltard à Nogent sur Marne.

## Mission
Vivre et Aimer cherche à aider les couples à vivre leur amour au quotidien et leur engagement dans la durée. Il s'adresse aux couples mariés ou non, recomposés ou non, croyants (de toutes confessions) ou non. Vivre et Aimer s'adresse aussi aux prêtres et au consacré(e)s.
Le mouvement propose deux types de sessions, qui se déroulent sur un weekend :
- Sessions "Amour et Engagement" : Ces sessions, d'un week-end, s'adressent à des couples qui démarrent un projet de vie à deux sur des fondations solides et partagées[15],[16].
- Sessions "Aimer dans la durée" : Sessions d'un week-end  aussi, mais qui s'adressent à des couples qui vivent en couple depuis quelques années, et qui souhaitent apprendre à mieux se comprendre, expérimenter une nouvelle façon de communiquer, échanger en profondeur sur tous les sujets et se retrouver pour se redire ce qui tient à cœur, leurs rêves communs[17],[18].

Suite à ces sessions, des groupes et des rencontres sont proposés aux personnes qui le souhaitent.
Il s'agit d'une démarche d'inspiration ignatienne : relire sa vie, prendre conscience de ses émotions, de ses sentiments et de ses comportements, pour devenir plus responsable de sa vie et mieux aimer. Il propose une communication dans le couple se basant sur les sentiments. Les thèmes abordés, lors des sessions, suivent une progression : la connaissance de soi, l'écoute, la communication, la sexualité, la réconciliation, la place du couple dans la société (ainsi que dans l'Église pour les croyants),.
La session "Aimer dans la durée" s'adresse aussi aux prêtres et consacré(e)s. Ils/elles sont accueillis avec les couples pour participer aux weekends "Aimer dans la durée". Durant cette session, ils/elles prennent un temps de réflexion pour relire leurs façons d’être avec les autres, améliorer leurs façons de communiquer et de rendre leurs relations plus profondes, mais aussi d'enrichir leur compréhension de la vie des couples.
À l'occasion de ses 50 ans, en 2023, le mouvement a publié un manifeste pour un amour durable,,. Au mois de mars 2025, il y avait 3785 signataires. Sur cette page internet, il est proposé "10 pistes pour faire durer votre couple".

## Fonctionnement
Le mouvement est animé et coordonné par des couples appelés pour une responsabilité de trois ans, aussi bien au niveau local, régional que national.
Les couples et les prêtres qui animent les sessions ont suivi une préparation en équipe d'environ une année.
Vivre et Aimer compte de l'ordre de 400 couples animateurs, en France et en Suisse romande. Il propose environ 60 sessions par an. Depuis son origine, il est évalué que Vivre et Aimer a proposé plus de 2 500 sessions organisées pour 35 000 couples. En 2024, 2 400 couples adhérents au mouvement.
Vivre et Aimer fait partie du mouvement mondial Marriage Encounter, présent dans 137 pays sur 5 continents. Chaque année, plus de 2 000 sessions sont organisées dans le monde. À ce titre, ils se manifestent régulièrement lors de la Saint-Valentin.
En Europe, un Conseil européen rassemble trois fois par an les responsables des 13 pays où le mouvement est implanté. Ce conseil s'est tenu à Lyon en novembre 2008 , à Strasbourg en octobre 2012, à Lille en 2016, à Bruxelles, du 14 au 17 février 2019 et  à Turin, du 4 au 7 mai 2023.

## Statuts
L'association Vivre et Aimer est une association loi 1905, dont les statuts ont été mis à jour et déposés le 13 juin 2023. Ces statuts présentent les objectifs de l'association.